# Règles de M'Naghten
Les Règles de M'Naghten (parfois écrit règles de McNaghten) sont des règles issues d'un précédent du common law britannique, de 1843, qui précisent les rapports entre la responsabilité pénale et la folie.

## Critères du test
Elles font suite à la tentative d'assassinat, en 1834, du Premier ministre Robert Peel par un dénommé Daniel M'Naghten et constituent jusqu'à nos jours, dans de nombreux pays de common law (États-Unis, Australie, etc.) le test habituel pour examiner si l'irresponsabilité peut être plaidée pour cause de folie. Plutôt que sur la présence d'une aliénation, le test se focalise en fait sur la capacité de distinguer le bien du mal, ou sens moral.
La Chambre des lords délibéra ainsi :
«  Les jurés doivent être avertis que dans tous les cas chaque homme est présumé sain d'esprit, et posséder un degré suffisant de raison pour être tenu responsable de ses crimes, jusqu'à ce que le contraire leur soit suffisamment prouvé ; et que pour établir une défense sur le fondement de l'insanité, il faut prouver clairement qu'au moment de commettre l'acte, l'accusé était sous l'empire d'un tel défaut de raison, d'une maladie de l'esprit, qu'il ne connaissait pas la nature et la qualité de l'acte qu'il accomplissait ; ou, que s'il les connaissaient, il ne savait pas que ce qu'il faisait était mal. »

## Histoire
Avant ces règles, le common law jugeait coupable la personne mais, si on considérait qu'elle était aliénée et que manquait donc l'élément intentionnel nécessaire au crime, le jury pouvait prononcer un verdict adéquat ou le Roi accorder sa grâce.
La doctrine évolua lors du procès de James Hadfield (en), en 1800, qui avait tenté d'assassiner le roi George III. Auparavant, l'acquittement ne pouvait se plaider qu'en cas de démence évidente. Or, en l'espèce, Hadfield avait planifié son crime, avant de clamer au roi qu'il l'aimait. Le baron Erskine, l'un des meilleurs avocats du royaume, plaida donc l'hallucination plutôt que la démence sauvage, ce qui fut accepté. Hadfield fut acquitté, et le Parlement vota à la suite de cette affaire le Criminal Lunatics Act 1800 qui légalisait la détention indéfinie des déments. Les lois sur le vagabondage (Vagrancy Acts) de 1714 et 1744 n'autorisaient en effet leur détention que le temps de leur démence. Or, un cas comme celui d'Hadfield montrait qu'un individu pouvait être frappé d'une démence passagère, laquelle pourrait revenir après sa libération, selon les parlementaires. Le Criminal Lunatics Act n'a été abrogé qu'en 1981, par le Statute Law (Repeals) Act (en), et a été remplacé par le Mental Health Act 1983 (en) (sections 35-41 et 47-49).